# Jonnathan Pérez
Jonathan Alejandro Pérez Castellanos (ur. 4 września 2003) – gwatemalski zapaśnik walczący w stylu wolnym. Brązowy medalista mistrzostw panamerykańskich w 2021; piąty w 2025. Trzeci w zawodach kadetów w 2019 roku.